# Henry Wagemans
Henri Joseph (Henry) Wagemans (Schaarbeek, 4 december 1880 – Monte Carlo (Monaco), 12 maart 1948) was een Belgisch virtuoos violist.
Hij was zoon van Catherine Stas en Hubert Louis Wagemans.
Hij kreeg zijn muziekopleiding aan de Stedelijke Muziekacademie te Hasselt, het Koninklijk Conservatorium Luik (eerste prijs 1896) en. Koninklijk Conservatorium Brussel (eerste prijs 1899). Hij had er les van onder meer César Thomson en Eugène Ysaÿe. Vanuit Hasselt waar hij les gaf aan de eerdergenoemde muziekacademie ondernam hij concertreizen door West-Europa en was enige tijd concertmeester bij het orkest in Aix-les-Bains. Tussen 1917 en 1932 speelde hij in het orkest van de prins van Monaco; keerde vervolgens terug naar Brussel om daar les te geven aan het conservatorium (1936-1946).
Gedurende zijn leven gaf hij een aantal concerten met Camille Saint-Saëns.